# Sportif lituanien de l'année

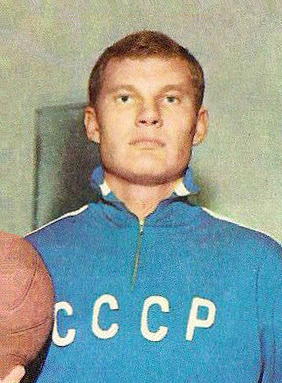
Modestas Paulauskas, élu 7 fois sportif lituanien de l'année

Le Sportif lituanien de l'année est désigné annuellement depuis 1956.

## Palmarès
| Année | Sportif                                 | Sport              |
| ----- | --------------------------------------- | ------------------ |
| 1956  | Algirdas Šocikas                        | Boxe               |
| 1957  | Jonas Pipynė                            | Athlétisme         |
| 1958  | Birutė Kalėdienė                        | Athlétisme         |
| 1959  | Adolfas Varanauskas (1)                 | Athlétisme         |
| 1960  | Antanas Bagdonavičius, Zigmas Jukna (1) | Aviron             |
| 1961  | Antanas Bagdonavičius, Zigmas Jukna (2) | Aviron             |
| 1962  | Antanas Vaupšas                         | Athlétisme         |
| 1963  | Adolfas Varanauskas (2)                 | Athlétisme         |
| 1964  | Ričardas Tamulis                        | Boxe               |
| 1965  | Modestas Paulauskas (1)                 | Basketball         |
| 1966  | Modestas Paulauskas (2)                 | Basketball         |
| 1967  | Modestas Paulauskas (3)                 | Basketball         |
| 1968  | Danas Pozniakas                         | Boxe               |
| 1969  | Modestas Paulauskas (4)                 | Basketball         |
| 1970  | Modestas Paulauskas (5)                 | Basketball         |
| 1971  | Modestas Paulauskas (6)                 | Basketball         |
| 1972  | Modestas Paulauskas (7)                 | Basketball         |
| 1973  | Vladas Česiūnas (1)                     | Canoë-kayak        |
| 1974  | Vladas Česiūnas (2)                     | Canoë-kayak        |
| 1975  | Česlovas Jazerskis                      | Lutte              |
| 1976  | Angelė Rupšienė                         | Basketball         |
| 1977  | Vilhelmina Bardauskienė (1)             | Athlétisme         |
| 1978  | Vilhelmina Bardauskienė (2)             | Athlétisme         |
| 1979  | Lina Kačiušytė (1)                      | Natation           |
| 1980  | Lina Kačiušytė (2)                      | Natation           |
| 1981  | Robertas Žulpa                          | Natation           |
| 1982  | Vladas Turla                            | Tir                |
| 1983  | Ana Ambrazienė                          | Athlétisme         |
| 1984  | Arvydas Sabonis (1)                     | Basketball         |
| 1985  | Arvydas Sabonis (2)                     | Basketball         |
| 1986  | Arvydas Sabonis (3)                     | Basketball         |
| 1987  | Šarūnas Marčiulionis (1)                | Basketball         |
| 1988  | Gintautas Umaras                        | Cyclisme           |
| 1989  | Šarūnas Marčiulionis (2)                | Basketball         |
| 1990  | Šarūnas Marčiulionis (3)                | Basketball         |
| 1991  | Šarūnas Marčiulionis (4)                | Basketball         |
| 1992  | Romas Ubartas                           | Athlétisme         |
| 1993  | Vitalijus Karpačiauskas                 | Boxe               |
| 1994  | Raimundas Mažuolis                      | Natation           |
| 1995  | Remigius Lupeikis                       | Cyclisme           |
| 1996  | Arvydas Sabonis (4)                     | Basketball         |
| 1997  | Raimondas Šiugždinis                    | Voile              |
| 1998  | Diana Žiliūtė                           | Cyclisme           |
| 1999  | Edita Pučinskaitė                       | Cyclisme           |
| 2000  | Virgilijus Alekna (1)                   | Athlétisme         |
| 2001  | Rasa Polikevičiūtė                      | Cyclisme           |
| 2002  | Raimondas Rumšas                        | Cyclisme           |
| 2003  | Šarūnas Jasikevičius                    | Basketball         |
| 2004  | Virgilijus Alekna (2)                   | Athlétisme         |
| 2005  | Virgilijus Alekna (3)                   | Athlétisme         |
| 2006  | Virgilijus Alekna (4)                   | Athlétisme         |
| 2007  | Ramūnas Šiškauskas                      | Basketball         |
| 2008  | Edvinas Krungolcas                      | Pentathlon moderne |
| 2009  | Simona Krupeckaitė (1)                  | Cyclisme sur piste |
| 2010  | Simona Krupeckaitė (2)                  | Cyclisme sur piste |
| 2011  | Laura Asadauskaitė                      | Pentathlon moderne |
| 2012  | Rūta Meilutytė                          | Natation           |

| Année | Sportif                                 | Sport                                                   | Équipe de l'année                                                         | Équipe de l'année                                                 |
| ----- | --------------------------------------- | ------------------------------------------------------- | ------------------------------------------------------------------------- | ----------------------------------------------------------------- |
| 2013  | Rūta Meilutytė                          | Natation                                                | Équipe nationale masculine de basket-ball                                 | Équipe nationale masculine de basket-ball                         |
| Année | Sportif de l'année                      | Sportive de l'année                                     | Équipe masculine de l'année                                               | Équipe féminine de l'année                                        |
| 2014  | Jevgenijus Šuklinas (canoé)             | Rūta Meilutytė (natation)                               | Aviron M2x (Ritter/Maščinskas)                                            | Aviron W2x (Valčiukaitė/Vištartaitė)                              |
| 2015  | Ramūnas Navardauskas (cyclisme)         | Laura Asadauskaitė (pentathlon moderne)                 | Équipe nationale de basket-ball                                           | Aviron W2x (Valčiukaitė/Vištartaitė)                              |
| 2016  | Aurimas Didžbalis (lutte)               | Simona Krupeckaitė (cyclisme)                           | Aviron M2x (Ritter/Griškonis)                                             | Aviron W2x (Valčiukaitė/Vištartaitė)                              |
| 2017  | Andrius Gudžius (athlétisme)            | Airinė Palšytė (athlétisme)                             | Aviron M4x (Adomavičius/Maščinskas/Džiaugys/Nemeravičius)                 | Aviron W2x (Valčiukaitė/Adomavičiūtė)                             |
| 2018  | Andrius Gudžius (athlétisme)            | Rūta Meilutytė (natation)                               | Aviron M4x (Adomavičius/Maščinskas/Nemeravičius/Ritter)                   | Aviron W2x (Valčiukaitė/Adomavičiūtė)                             |
| 2019  | Danas Rapšys (natation)                 | Laura Asadauskaitė-Zadneprovskienė (pentathlon moderne) | Équipe nationale de basket-ball 3x3 (Beliavičius/Užupis/Vingelis/Pukelis) | Vitesse par équipes en cyclisme sur piste (Krupeckaitė/Marozaitė) |
| 2020  | Pas de récompense en raison du Covid-19 | Pas de récompense en raison du Covid-19                 | Pas de récompense en raison du Covid-19                                   | Pas de récompense en raison du Covid-19                           |